# Doosan Bears
Doosan Bears ( tiếng Hàn Quốc: 두산 베어스   ) là một câu lạc bộ bóng chày chuyên nghiệp của Hàn Quốc có trụ sở tại Seoul. Được thành lập vào năm 1982, CLB là thành viên của giải KBO . Bears đã giành được sáu danh hiệu vô địch Korean Series (1982, 1995, 2001, 2015, 2016 và 2019) và là một trong 2 CLB sử dụng sân nhà tại Sân vận động bóng chày Jamsil tại Seoul. 

## Lịch sử
Câu lạc bộ được thành lập tại Daejeon vào năm 1982 với tên gọi OB Bears,  thuộc sở hữu bởi Oriental Brewery, một công ty con của tập đoàn Doosan. OB Bears là một trong các đội đầu tiên được thành lập trong lịch sử KBO League. Tập đoàn Doosan ban đầu muốn đặt sân nhà của đội tại Seoul từ khi thành lập vì công ty của họ được thành lập tại Seoul và không có mối liên hệ nào với tỉnh Chungcheong. Tuy nhiên vì mục tiêu hiện diện tại tất cả các vùng ở Hàn Quốc của giải đấu, và chưa có doanh nghiệp nào sẵn sàng thành lập một CLB ở Daejeon nên Doosan đã đồng ý thi đấu ở Daejeon trong ba năm trước khi trở về Seoul vào năm 1985. 
OB Bears chính thức đổi tên thành Doosan Bears vào năm 1999, sau khi Oriental Brewery được bán cho InBev và Tập đoàn Doosan tiếp quản quyền sở hữu. 
Bears đã giành chiến thắng kì Korean Series đầu tiên vào năm 1982, với việc đánh bại Samsung Lions, để trở thành nhà vô địch đầu tiên trong lịch sử KBO League.  Trong khoảng thời gian từ năm 2015 đến năm 2021, Bears đã xuất hiện trong bảy kì Korean Series liên tiếp, trong đó có ba lần giành chiến thắng vào các năm 2015, 2016 và 2019. 

## Màu sắc của đội
Màu sắc chính của đội là xanh tím than và trắng, với màu đỏ là màu phụ. Từ năm 1999 đến năm 2009, màu vàng được sử dụng thay thế làm màu phụ, trước khi đội quay trở lại phối màu xanh tím than và đỏ mang tính biểu tượng của OB Bears ban đầu vào năm 2010. 

## Linh vật
Linh vật của Doosan Bears là một chú gấu tên là Cheolwoong (철웅).  Điểm nổi bật nhất của chú là tạo hình loài gấu được tái hiện dưới dạng một chú robot năng động. Nó nhấn mạnh sức mạnh và tinh thần hướng tới tương lai. 

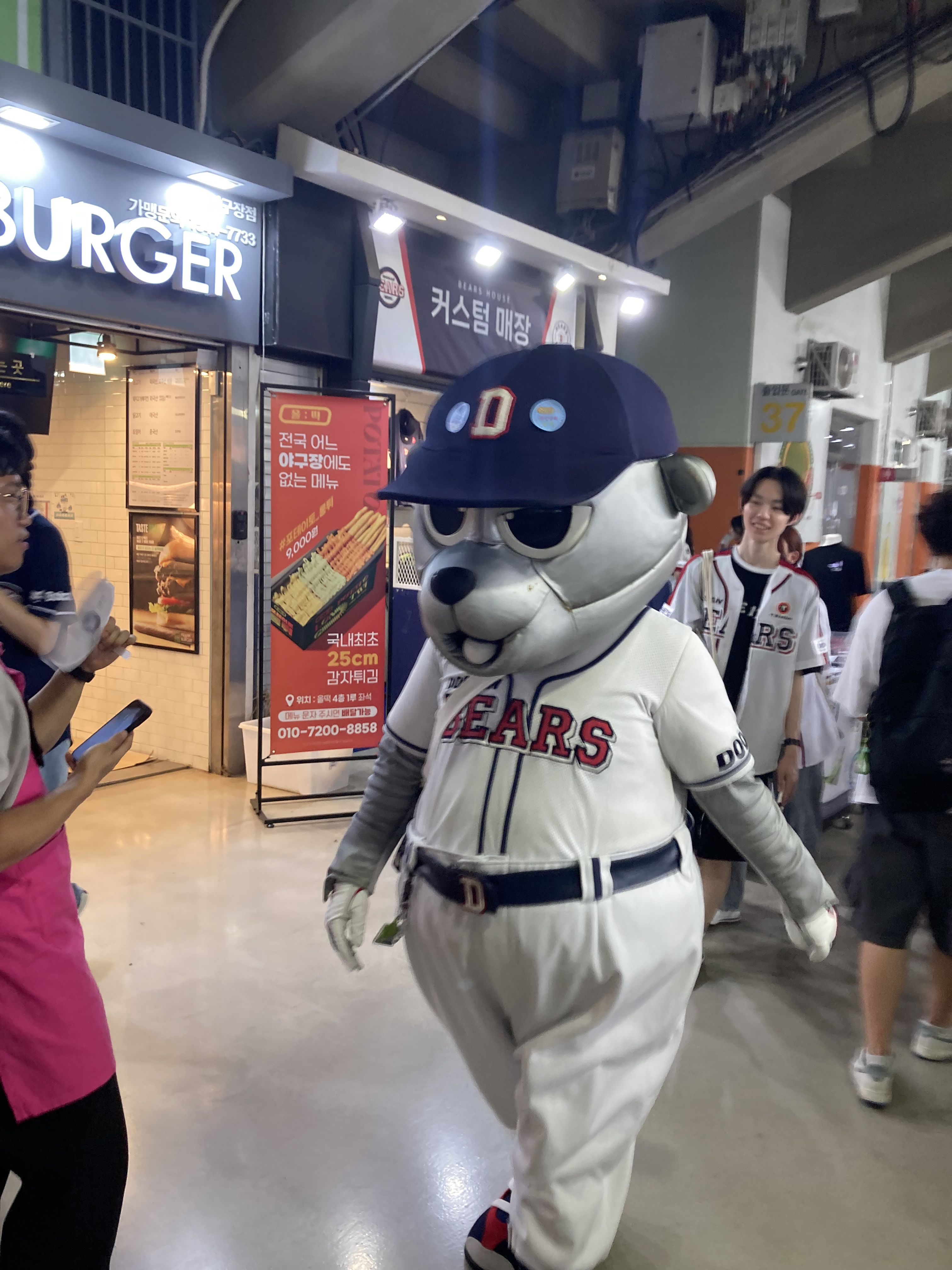
Cheolwoong, linh vật của Doosan Bears